# Eric Lansdown Trist
Eric Lansdown Trist (* 11. September 1909 in Dover; † 4. Juni 1993 in Carmel-by-the-Sea, Kalifornien) war ein führender britischer Sozialpsychologe auf dem Gebiet der Organisationsentwicklung (OE). Er war Mitgründer des Tavistock Institute of Human Relations (TIHR) in London.

## Leben
Trist war der Sohn eines kornischen Kapitäns zur See und einer schottischen Mutter. Er wuchs in Dover auf. 1928 begann er am Pembroke College der Cambridge University Englische Literatur bei I. A. Richards und Psychologie, Gestaltpsychologie und Psychoanalyse bei Frederic Charles Bartlett zu studieren. 1933 traf er zum ersten Mal Kurt Lewin, dessen Arbeiten in sehr interessierten.
Trist graduierte 1933 mit Auszeichnung in Psychologie. Ein Commonwealth Fund Fellowship ermöglichte ihm ein zweijähriges Studium an der Yale University in den USA, wo er Edward Sapir und erneut Lewin traf, der an der Cornell University und der University of Iowa lehrte. Er besuchte den Behavioristen B. F. Skinner in Boston. Als Zeuge der Auswirkungen der großen Depression wurde er erstmals politisch interessiert und begann Karl Marx zu lesen.
Nach seiner Rückkehr nach England 1935 studierte er im Auftrag von Oscar Oeser, dem Leiter der psychologischen Abteilung an der University of St Andrews, Schottland, die Arbeitslosigkeit in der Jutemühle in Dundee.
Während des Zweiten Weltkriegs arbeitete Trist als Psychologe am Maudsley Hospital in London, wo er Opfer der Schlacht von Dünkirchen behandelte. Beim Besuch von Seminaren am Maudsley traf er Mitarbeiter der Tavistock Clinic, was ihn bewog sich der Tavistock Gruppe in der Armee anzuschließen. Er ging nach Edinburgh, wo er mit John D. Sutherland und Wilfred Bion für das Rekrutierungsbüro (WOSB) arbeitete. In den letzten beiden Kriegsjahren war er Chefpsychologe für die Repatriierung von Kriegsgefangenen nach Plänen von Tommy Wilson und Wilfred Bion, was zu einer seiner aufregendsten beruflichen Erfahrungen wurde.
Nach dem Krieg war er von 1946 bis 1966 Vizedirektor und Direktor des neu gegründeten Tavistock Institutes. Unter der Schirmherrschaft des Institutes gründete er neue Institute wie das Family Discussion Bureau (heute: the Institute of Marital Studies) und das Institute for Operational Research.
1966 zog Trist in die USA, wo er als Professor für Organisationstheorie (OB) und Soziale Ökologie an der University of California, Los Angeles lehrte. 1969 bis zu seiner Emeritierung im Jahr 1978 war er Professor für Organisationstheorie und Soziale Ökologie an der Wharton School der University of Pennsylvania. Von 1978 bis 1983 lehrte er als Professor für Organizational Behavior and Soziale Ökologie an der Fakultät für Umweltstudien der York University in Toronto. Zwischendurch wurde nach England berufen, um dem Tavistock Institute eine öffentliche Reputation für sozialwissenschaftliche Fragen in Zusammenarbeit mit der OECD und UNESCO zu verschaffen.

## Werk
Gemeinsame Erfahrungen während des Krieges bewogen die sogenannte Tavistock Gruppe die Zukunft von Tavistock an die Hand zu nehmen. Ein Stipendium der Rockefeller Foundation ermöglichte ihnen 1947 die Gründung des Tavistock Institute mit Tommy Wilson als Direktor und Trist als Vizedirektor, während die Tavistock Clinic Teil des neu gegründeten National Health Service wurde. Die meisten Gruppenmitglieder machten eine Ausbildung in Psychoanalyse.
Neben Melanie Klein, John Bowlby, Donald Winnicott wurde Trist vor allem durch Kurt Lewin und seinen Methoden zur Verhaltensänderung, wie dem Sensitivity training, beeinflusst, dass am Tavistock Institute für Veränderungsprozesse in Wirtschaftsunternehmen angewandt wurde.
1949 publizierte Trist seinen berühmten Artikel („Some Social and Psychological Consequences of the Longwall Method of Coal Getting“) über seine Arbeit zur Organisationstheorie in einer englischen Kohlenmine in Yorkshire. Aus diesen Untersuchungen entstanden der Tavistock-Ansatz und die soziotechnischen Forschungsmethoden. Im soziotechnischen System wurden das technische und das psychosoziale System miteinander verknüpft. Zusammen mit Fred Emery entwickelte Trist den soziotechnischen Zugang zum „Work Design“, einer Anwendung der Organisationsentwicklung (OE) zur sogenannten Humanisierung der Arbeit (Verbesserung der Arbeitszufriedenheit, -effizienz, -qualität, Absentismus usw.). Intern geführte, selbstregulierende Arbeitsgruppen, würden produktiver und motivierender für die Arbeiter sein, als die bisherige konventionelle Hierarchie. Trist und das Tavistock Institute befassten sich bis 1951 mit Industrieprojekten.
Trists Gruppe am Tavistock und Lewin’s am MIT lancierten 1947 die Zeitschrift Human Relations am Research Center for Group Dynamics in Ann Arbor, was das britische Institut in den USA bekannt machte. In den 1990er Jahren gab Trist zusammen mit Hugh Murray und Fred Emery die dreibändige Anthologie The Social Engagement of Social Science zur die Geschichte des Tavistock Institutes heraus.

## Auszeichnungen
- 1946 Order of the British Empire (OBE)
- 1951 Kurt Lewin Award für das Tavistock Institute[3]